# 马蒂亚斯·阿尔默
马蒂亚斯·阿尔默（德語：Matthias Almer，1994年1月8日—），奧地利男子羽毛球運動員。

## 簡歷
2013年3月，马蒂亚斯·阿尔默出戰在土耳其安卡拉舉行的歐洲青年羽毛球錦標賽，贏得男子單打比賽季軍。

## 主要比賽成績
只列出曾進入準決賽的國際賽事成績：
| 年份   | 賽事                 | 公開賽級別 | 項目     | 成績   |
| ------ | -------------------- | ---------- | -------- | ------ |
| 2012年 | 斯洛伐克羽毛球公開賽 | 未來系列賽 | 男子單打 | 準決賽 |
| 2013年 | 歐洲青年羽毛球錦標賽 | 其他       | 男子單打 | 季軍   |
| 2014年 | 斯洛伐克羽毛球公開賽 | 未來系列賽 | 男子單打 | 冠軍   |
| 2014年 | 威爾斯羽毛球國際賽   | 國際挑戰賽 | 男子單打 | 準決賽 |
| 2014年 | 土耳其羽毛球國際賽   | 國際系列賽 | 男子單打 | 冠軍   |
| 2015年 | 冰島羽毛球國際賽     | 國際系列賽 | 男子單打 | 亞軍   |
| 2015年 | 克羅地亞羽毛球國際賽 | 國際系列賽 | 男子單打 | 準決賽 |
| 2015年 | 土耳其羽毛球國際賽   | 國際系列賽 | 男子單打 | 準決賽 |

| 2007-2017年 | 首要超級賽 | 超級賽 | 黃金大獎賽 | 大獎賽 | 國際挑戰賽 | 國際系列賽 | 未來系列賽 | 其他 |

| 2018-2026年 | 總決賽 | 超級1000賽 | 超級750賽 | 超級500賽 | 超級300賽 | 超級100賽 | 國際挑戰賽 | 國際系列賽 | 未來系列賽 | 其他 |